# 小外掛

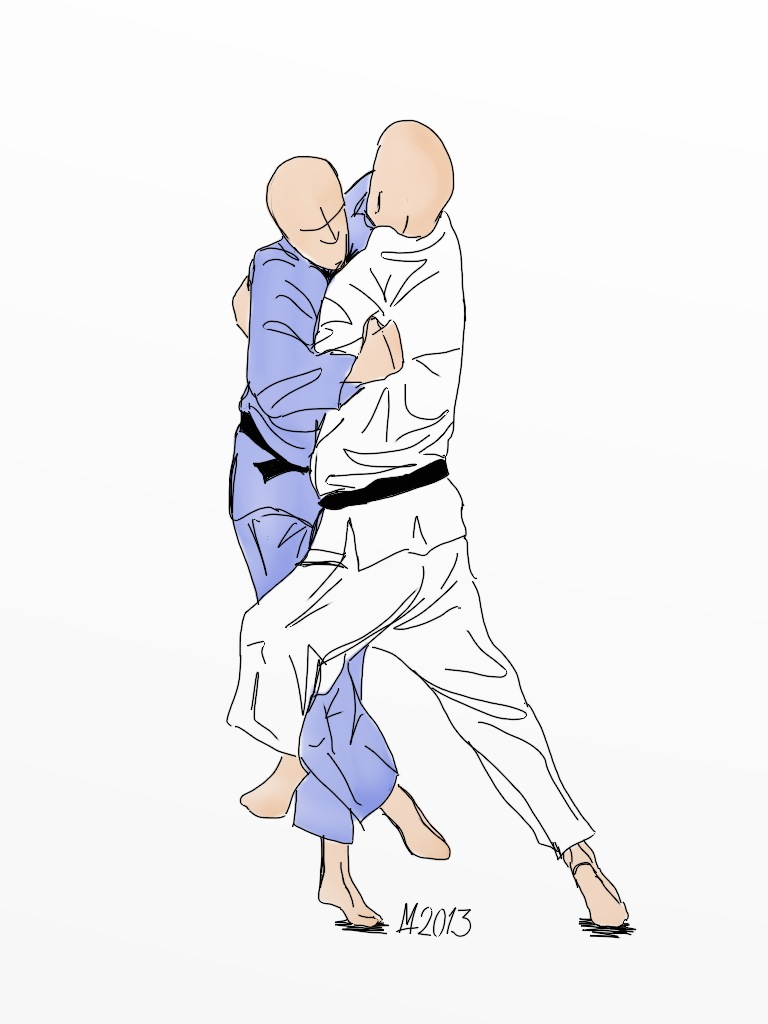
ベアハグからの小外掛のイラスト

小外掛（こそとがけ）は、柔道の投技の足技21本の一つ。講道館や国際柔道連盟 (IJF) での正式名。IJF略号KSK。相撲の外掛けにあたる技である。

## 概要
基本形の投げ方は、右組から右手で相手を釣り上げ左手を引きつけ相手の右肘を押し上げ後方に崩し相手を右足一本立ちにし、左脚をやや曲げ、左足裏を相手の右外踵の後ろに掛け、左足で摺り上げ、両手で相手を上にぬき上げながら後方に倒す。小外刈同様、自分の脚の内側で相手の脚の外側に仕掛ける技。
小外掛は小外刈とは次の様な違いがある。
小外刈
まず相手の横にまわり、相手の両足踵に崩し、自分の足裏を相手の脚の後ろ（ほとんどの場合、脹脛か踝かアキレス腱の裏）に、横から入れ込み、後ろから刈る様にして(相手の足をスライドさせる)真下に落とすようにして倒す。
小外掛
前から、自分の脚または足を相手の脚または足の後ろに掛け、その相手の足の踵に崩し、すり上げぎみに引っ掛けて相手を倒す様にして投げる。
大内刈に対して仕掛けた場合は、大内返になる。

## 変化
相手の胴体に両腕で抱きつくベアハグからの小外掛もある。小外掛は脇を差し合い密着した状態から掛けやすいが、離れた間合いからもハイタックル、ベアハグから掛けるのが見られた。しかし、いきなりのベアハグが禁止された柔道では離れた間合いからの小外掛は見られなくなった。裸体のMMAでも使用される。ヒクソン・グレイシーがバーリ・トゥードジャパン94で日本で戦った際には、この工程の小外掛を多用してトーナメントを優勝している。これの他の利点として、テイクダウン後にハーフマウントポジション、または一気にマウントポジションを奪いやすい点が挙げられる。投げ技等と比較すると力強さには劣るが、失敗した際のリスクが極めて少ない点もある。のちのMMAでもこの小外掛はセオリーの一つとして重視されている。UFC 278ではレオン・エドワーズがカマル・ウスマンからベアハグからの小外掛でテイクダウンし、マウントポジションを奪っている。
相手の左襟を持った右手で釣り上げ、右袖を持った左で相手の右肘を押し上げ崩し、相手の身体を左踵に崩し、右足裏か右踵で相手の左外踵にかけて倒す小外掛もある。

### 二段小外掛
二段小外掛（にだんこそとがけ）は二段モーションの小外掛。左足で相手の前に踏み出している右足に小外掛や小外刈をかけて、それがきまらないとき、続けざま二度目の左足での小外掛で倒す。
または、つづけざま左足で相手の左脚を後ろから掛けて倒す。
もしくは右大外刈を掛けたが相手が右脚を突っ張ったり、左に身体を捻って防ぐとき、相手の背後に回り、左足を相手の左足外横にかけて掛け倒す。
あるいは相手の右脚での大外刈をこらえた後、体を右に開いて相手の背後に回り左脚を相手の左脚に掛け、両手を効かせて受を背後に掛け倒す。
極めの形が小外掛の二段小外（にだんこそと）。二段小外でも極めの形が小外刈だと二段小外刈となる。1982年の「講道館柔道の投技の名称」制定に向けて講道館では新名称の候補に挙がったが小外掛に含めることとなり採用されなかった。

### 隅倒
隅倒（すみたおし）は相手を前隅に傾けた後に、相手の抵抗に乗じ右後隅に崩し、左足裏を相手の右踵に当て、体を浴びせ捨て倒す小外掛。最初、相手を傾けるのは右前隅でも左前隅でもよい。

### 小外落
小外落（こそとおとし）は柔道で何度か決まり技になってる技。柔道家の金澤利三郎の小外落は背負投と小外刈を合せたような技との証言もある。

### 外掛
外掛（そとがけ）は受を側方に倒す小外掛。釣り手の右手で受の左肩を強く持ち上げ、受の右袖を持った引手の左手を下に引き浮落に似た両手の動きで受を受の右に崩す。左脚を上げ受の右脚に掛け受を受の右に倒す。